# Tory Kittles
Tory Kittles (Lawtey, 30 dicembre 1975) è un attore statunitense.

## Biografia
Nato e cresciuto a Lawtey, Florida, fin da bambino ha avuto la passione per la recitazione, tanto da rispondere ad un annuncio di un giornale locale che cercava attori per lo show televisivo Kenan and Kel. Successivamente Kittles ha iniziato a studiare recitazione e debutta nel 1999 con un piccolo ruolo nel film Instinct - Istinto primordiale. Viene presentato al regista Joel Schumacher che gli assegna un ruolo nel film del 2000 Tigerland, per cui scrive anche un brano della colonna sonora intitolato Looking for Charlie. Due anni dopo viene diretto nuovamente da Schumacher nel thriller In linea con l'assassino.
Dopo il suo debutto, Kittles ha lavorato a lungo nel cinema e in televisione, così come nel teatro. Ha recitato in film come Get Rich or Die Tryin', Next e Miracolo a Sant'Anna. Per la televisione ha avuto il ruolo ricorrente di Laroy Wayne nella serie televisiva Sons of Anarchy e ha interpretato il ruolo del detective Thomas Papania nella prima stagione di True Detective. Dal 2016 al 2018 ha fatto parte del cast della serie televisiva di USA Network Colony.

## Filmografia

### Cinema
- Instinct - Istinto primordiale (Instinct), regia di  Jon Turteltaub (1999)
- Tigerland, regia di Joel Schumacher (2000)
- In linea con l'assassino (Phone Booth), regia di Joel Schumacher (2002)
- Malibu's Most Wanted - Rapimento a Malibu (Malibu's Most Wanted), regia di John Whitesell (2003)
- Against the Ropes, regia di Charles S. Dutton (2004)
- Scatto mortale - Paparazzi (Paparazzi), regia di Paul Abascal (2004)
- Little Athens, regia di Tom Zuber (2005)
- Get Rich or Die Tryin', regia di Jim Sheridan (2005)
- Dirty - Affari sporchi (Dirty), regia di Chris Fisher (2005)
- Next, regia di Lee Tamahori (2007)
- Stop-Loss, regia di Kimberly Peirce (2008)
- Miracolo a Sant'Anna (Miracle at St. Anna), regia di Spike Lee (2008)
- A Perfect Getaway - Una perfetta via di fuga (A Perfect Getaway), regia di David Twohy (2009)
- The Chameleon, regia di Jean-Paul Salomé (2010)
- The Sapphires, regia di Wayne Blair (2012)
- The Kill Hole, regia di Mischa Webley (2012)
- Attacco al potere - Olympus Has Fallen (Olympus Has Fallen), regia di Antoine Fuqua (2013)
- American Heist, regia di Sarik Andreasyan (2014)
- Man Down, regia di Dito Montiel (2015)
- Dragged Across Concrete - Poliziotti al limite (Dragged Across Concrete), regia di S. Craig Zahler (2018)
- Harriet, regia di Kasi Lemmons (2019)
- Quelli che mi vogliono morto (Those Who Wish Me Dead), regia di Taylor Sheridan (2021)

### Televisione
- The Real Whatever – serie TV, 5 episodi (2000)
- Grosse Pointe – serie TV, 1 episodio (2000)
- Invincible – film TV (2001)
- Big Shot: Confessions of a Campus Bookie – film TV (2002)
- Frankenfish - Pesci mutanti (Frankenfish) – film TV (2004)
- CSI: NY – serie TV, 1 episodio (2005)
- Dr. House - Medical Division (House, M.D.) - serie TV, episodio 3x11 (2007)
- Fear Clinic – web serie, 4 episodi (2009)
- Sons of Anarchy – serie TV, 11 episodi (2008-2011)
- CSI: Miami – serie TV, 1 episodio (2012)
- Steel Magnolias - Fiori d'acciaio (Steel Magnolias) – film TV (2012)
- True Detective – serie TV, 8 episodi (2014)
- Intruders – serie TV, 8 episodi (2014)
- Bessie, regia di Dee Rees – film TV (2015)
- The Catch – serie TV, 1 episodio (2016)
- Colony – serie TV, 10 episodi (2016-2018)
- The Equalizer – serie TV, 74 episodi (2021-2025)

## Doppiatori italiani
Nelle versioni in italiano delle opere in cui ha recitato, Tory Kittles è stato doppiato da:
- Francesco Bulckaen in Dr. House - Medical Division, Intruders
- Gabriele Lopez in Stop-Loss, Colony
- Andrea Lavagnino in CSI: Miami, Dragged Across Concrete - Poliziotti al limite
- Simone Mori in Frankenfish - Pesci mutanti
- Enrico Di Troia in CSI: NY
- Antonio Palumbo in Get Rich or Die Tryin'
- Daniele Barcaroli in Next
- Emiliano Ragno in Sons of Anarchy (st. 1-3)
- Luigi Ferraro in Sons of Anarchy (st. 4)
- Corrado Conforti in Attacco al potere - Olympus Has Fallen
- Davide Albano in True Detective
- Luca Mannocci in Bessie
- Francesco Venditti in The Catch
- Riccardo Scarafoni in Quelli che mi vogliono morto
- Fabrizio Dolce in The Equalizer